# Mikosch rückt ein (1952)
Mikosch rückt ein ist ein deutsches Militärlustspiel aus dem Jahre 1952 von J. A. Hübler-Kahla nach einer Idee von Paul Löwinger mit Georg Thomalla in der Hauptrolle. Weitere zentrale Rollen spielen Willy Fritsch, Paul Hörbiger und Oskar Sima als Baron Mikosch.

## Handlung
Österreich-Ungarn vor dem Ersten Weltkrieg. Der schlichte aber gutherzige ungarische Schweinehirt Janos Nawratil wird zur k.u.k.-Armee eingezogen. Alle Versuche seiner Vorgesetzten, aus dem einfachen Landmenschen einen tüchtigen und zackigen Soldaten zu machen, sind zum Scheitern verurteilt, weil Janos die Disziplin und das Verständnis für alles Militärische abgeht. Bald sorgt der reine Tor für noch mehr Konfusion, als er sich für eine Fotografie, die seiner Braut Erzy zugedacht ist, in eine Wachtmeister-Uniform zwängt. Als seine Liebste ihn in der Kaserne besuchen möchte, bleibt Janos gar nichts anderes übrig, als für diesen Moment erneut in diese Uniform zu schlüpfen. Zur selben Zeit treffen vor Ort die drei preußischen Offiziere Major von Itzenblitz, Oberleutnant von Bredow und Leutnant von Kitzewitz ein, die dem befreundeten österreichischen Regiment eine einst bei der Schlacht bei Königgrätz (1866), der letzten Schlacht, in der Preußen (Deutsche) und Österreicher gegeneinander kämpften, erbeuteten Fahne zurückgeben wollen.
Janos wird von den für einen Feldwebel gehalten und von den deutschen Emissären somit als für eine offizielle Übergabe der Standarte ranghoch genug erachtet. Auch das Begleitdokument nimmt Janos entgegen, verschwindet mit ihm aber sogleich. Es kommt zu allerlei heiteren Zwischenfällen, die das Durcheinander, das der falsche ungarische Offizier abgerichtet hat, nur noch verstärken. Bald taucht Janos mit dem Dokument aber wieder auf. Damit der ganze Schwindel nicht auffliegt und die österreichischen Offiziere vor ihren deutschen Pendants nicht als provinzielle Deppen dastehen, wird Janos vom ranghöchsten Offizier des Regiments, Oberst von Körömsbös, kurzerhand zum Feldwebel befördert. Jetzt ist Baron Mikosch bereit, den Schweinehirten als seinen Sohn anzuerkennen, sodass dieser seine Braut vor den Traualtar führen kann.

## Produktionsnotizen
Das Lustspiel wurde Mitte 1952 in den Berolina-Ateliers von Berlin-Tempelhof sowie in der Umgebung Berlins gedreht. Die Uraufführung erfolgte am 9. Oktober 1952 in Stuttgart, die (West-)Berliner Premiere war am 21. Oktober desselben Jahres.
Produzent Kurt Ulrich übernahm auch die Produktionsleitung, Heinz Willeg die Herstellungsleitung. Die Filmbauten stammen von Willi A. Herrmann, Heinrich Weidemann und Peter Schlewski, die Kostüme entwarf Walter Kraatz. Hans Löhner sorgte für den Ton.

## Trivia
Von den Hamburger Filmjournalisten wurde Mikosch rückt ein in einer Umfrage als der schlechteste Film des Jahres 1952 bewertet. Dafür wurde der Autor Bobby E. Lüthge mit dem Negativpreis „schwarzer Rettich“ „belohnt“. Lüthge reagierte laut Der Spiegel wie folgt: „Allzugern möchte ich persönlich in den Besitz dieses wertvollen Preises kommen, um ihn an besonders hervorragender Stelle in einer Vitrine meiner Wohnung neben die beiden 'Bambis' zu placieren, die ich für die publikumserfolgreichsten deutschen Filme sowohl 1951 als auch 1952 nach Abstimmung der 4500 deutschen Theaterbesitzer erhielt.“

## Kritiken
Der Spiegel stellte 1952 fest: „Der Kasernenhof ist lediglich Kulisse für eine Kette ausgewalzter Witzchen – so geräuschvoll und töricht, daß sie nicht besser hätten lokalisiert sein können. Von den üppig aufgebotenen Filmprominenten tritt zum Zapfenstreich ein halbes Dutzend als Pärchen an.“
Der Filmdienst urteilte: „Vor dem Ersten Weltkrieg spielender Militärschwank mit abgestandenen Witzen; einzelne parodistische Elemente erweisen sich als völlig wirkungslos.“
Der Autor Wolfgang Schmidt verortete im Kapitel „Barras heute“ des Buchs Krieg und Militär im Film des 20. Jahrhunderts (R. Oldenbourg Verlag, München 2003, S. 509 f.) bei den Mikosch-Filmen der 1950er Jahre eine „Aneinanderreihung abgedroschener Witze als Schwankunterhaltung auf niedrigstem Niveau“. Wie Schmidt außerdem anmerkt, soll die CDU-geführte Bundesregierung Konrad Adenauers und dort in Besonderem das Amt Blank, die Vorgängerinstitution des Bundesverteidigungsministeriums, über derlei Filme alles andere als erfreut gewesen sein, da dies „die denkbar schlechteste Methode [sei], den Wehrgedanken populär zu machen“.